# موسیقی ترکمنی (کتاب)
کتاب موسیقی ترکمنی 

روی جلد کتاب

آوانویسی و تجزیه و تحلیل، تألیف محمدتقی مسعودیه، انتشارات مؤسسه فرهنگی – هنری ماهور، سال ۱۳۷۹ در ۳۵۱ صفحه
کتاب موسیقی ترکمنی آخرین تحقیق محمدتقی مسعودیه‌است که برای نخستین بار، موسیقی ترکمنی را بر اساس آوانویسی دقیق مهم‌ترین و مشخص‌ترین مقام‌های رایج در آن، مورد تجزیه و تحلیل قرار داده و ویژگیهای این موسیقی و چگونگی شکل‌گیری ملودیهای آن را بررسی کرده‌است.

## فهرست
- فصل اول:

دستگاه‌های موسیقی ترکمنی
مقام تشنید
کچ فلک
استاده
ساللانن گؤزل
- فصل دوم:

گروه‌بندی مقامهای موسیقی ترکمنی

صفحه‌ای از این کتاب

1. خلق مقامها در اثر رویدادهای واقعی در جامعهٔ ترکمن
2. مقامهای توصیفی
3. مقامهای اقتباس شده از داستانها یا روایتهای حماسی و عشقی

حاجی غولاق (قولاق)
گؤگ‌تپه مقامی
بیکه حالان استادئم
غئرمزی
شادیللی
اوچرادئم
اوچی (آوچی موقامی)
آت چاپار
جرن قئبلام
کبدری
شلپلی دورنا
گؤراوغلی‌نئنگ آت اوینادئشی
غیرآت (قیرآت)
سن یتر
آوازی گلدی
یولداشی‌دیر
بال صایاد
عزیزیم
یه‌تیشسم (یتشسم)
توماقلی
جان جان
دوران بی‌بی
- فصل سوم:

مقامهای آوازی
سیل بیلانی
داغ سایار
مأتاج ایلمه
یا ذوالجلالئم
سونگی داغی
گؤزل‌سن
ساتاشدیم
شیرغازی (خوش قال گؤزل شیرغازی)
عبداللّه
داشی سیندرار (سیندارار)
قمت یاخشیدر (یخشیدر)
خوش بولدی
تاپئلماز سانی
دورنالر
قره‌گؤز
همرانی بیلماز
قوه غازیم
گلین
قایدا بارارسن
بی‌بی
بی‌درد یاریئم
آلاگؤزلی
نارآغز
گؤرنمز
خدیجه
سبکهای موسیقی ترکمنی
- فصل چهارم:

پُرخوان خوانی (پُرخوانی)
ذکر خنجر
- فصل پنجم:

لاله (لَه‌لِه)
داماغ لاله‌سی
دُداغ لاله‌سی
لاله‌لر
توی (طوی) آیدئملاری
- فصل ششم:

هؤلی
- فصل هفتم:

هؤدی
- کتاب‌نامه
- آوانگاری‌ها (در ۲۱۳ صفحه)

## توضیحات
1. ↑  آوانویسی و تجزیه و تحلیل، تألیف محمدتقی مسعودیه، انتشارات مؤسسه فرهنگی – هنری ماهور، ۱۳۷۹ از مقدمهٔ ناشر